# Daksa
Daksa egy sziget Horvátországban, Dalmáciában, Dubrovnik-Neretva megyében. Az Elafiti-szigetek legkisebb tagja. A mindössze 5 hektáros sziget legmagasabb pontja 24 méter, a sziget északnyugati fokán világítótorony található.

## Története
A daksai kolostort Sabo Getaldić építette 1281-ben. Évszázadokon át szerte Európából vallásos emberek és szerzetesek gyűltek itt össze. Nagyböjt idején a szigetet tömegesen látogatták meg Dubrovnik, Zaton, Vrbica, Lozica és Gruž polgárai. A béke és a nyugalom megfelelt azoknak a ferenceseknek, akik ott éltek egészen Napóleon seregének 1806-os megérkezéséig. A daksai kápolnák, az ún. oratóriumok az itteni keresztút egyedülálló állomásai voltak. A kolostor mellett állt a Szent Szabina templom, egy négyemeletes torony, amely erődként és harangtoronyként szolgált. Napóleon érkezése előtt a hadsereg erődítményeket és laktanyákat épített a szigeten.

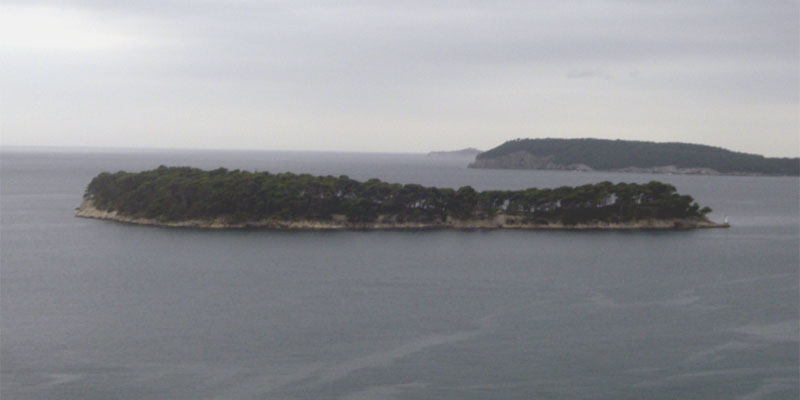
Daksa szigetének látképe Lozicáról (a háttérben Koločep szigetével)

A francia-osztrák háborúban elpusztultak a sziget szakrális épületei, a kolostornak is csak romjai maradtak meg. A franciák távozása után a szigetet Alexander Poninski lengyel fejedelem vásárolta meg, és a meglehetősen lepusztult szigeten fenyőket, babérokat, citromfákat, ciprusokat kezdett ültetni. Még a kolostort is helyreállította és értékes, régi könyvtárral, több mint 4000 könyvvel és 200 kézirattal látta el. Az első és a második világháború azonban meghiúsította ezt az utolsó kísérletet a sziget hírnevének és jelentőségének helyreállítására. A második világháború végén, 1944 októberében, a szigeten háborús bűncselekmény történt horvát civil polgárok ellen. Miután a partizán egységek behatoltak Dubrovnikba, mindenféle tárgyalás nélkül a szigetre hurcoltak és megöltek 53 prominens dubrovniki horvát polgárt, akik között városi vezetők, tisztviselők, tanárok, kereskedők voltak.

## Nevezetességei
A sziget északi oldalán egy kikötő és egy hajóépítő üzem található, délen pedig közvetlenül a tengerpart mellett egy erőd, amely az északkeleti oldalon található kolostorkomplexum maradványaival körülveszi a bencés templomot. A levéltári adatok szerint a bencés templomot és kolostort 1281-ben alapították és építették. A Raguzai Köztársaság bukásával és a franciák megérkezésével a kolostort elhagyták, és erőddé alakították át. A sziget közepén kertek találhatók, a legmagasabb csúcson (24 méter) pedig egy kápolnával ellátott torony található. A szigeten számos kápolna található a keresztút állomásaival. A sziget északnyugati végén osztrák erőd található, mellette pedig világítótorony.

## Fordítás
Ez a szócikk részben vagy egészben  a   Daksa című horvát Wikipédia-szócikk ezen változatának fordításán alapul.  Az eredeti cikk szerkesztőit annak laptörténete sorolja fel. Ez a jelzés csupán a megfogalmazás eredetét és a szerzői jogokat jelzi, nem szolgál a cikkben szereplő információk forrásmegjelöléseként.